# Parní vodárna Střekov
Parní vodárna na nádraží Ústí nad Labem-Střekov byla uvedena do provozu spolu s otevřením trati Rakouské severozápadní dráhy z Lysé nad Labem v roce 1874 a až do ukončení parního provozu sloužila k zásobování parních lokomotiv labskou vodou. Stavební část objektu vznikla podle návrhu význačného vídeňského architekta Carla Schlimpa. Vodárna má výjimečně zachované a funkční strojní vybavení a jako taková je chráněnou technickou a kulturní památkou, přístupnou návštěvníkům.

## Vznik a účel

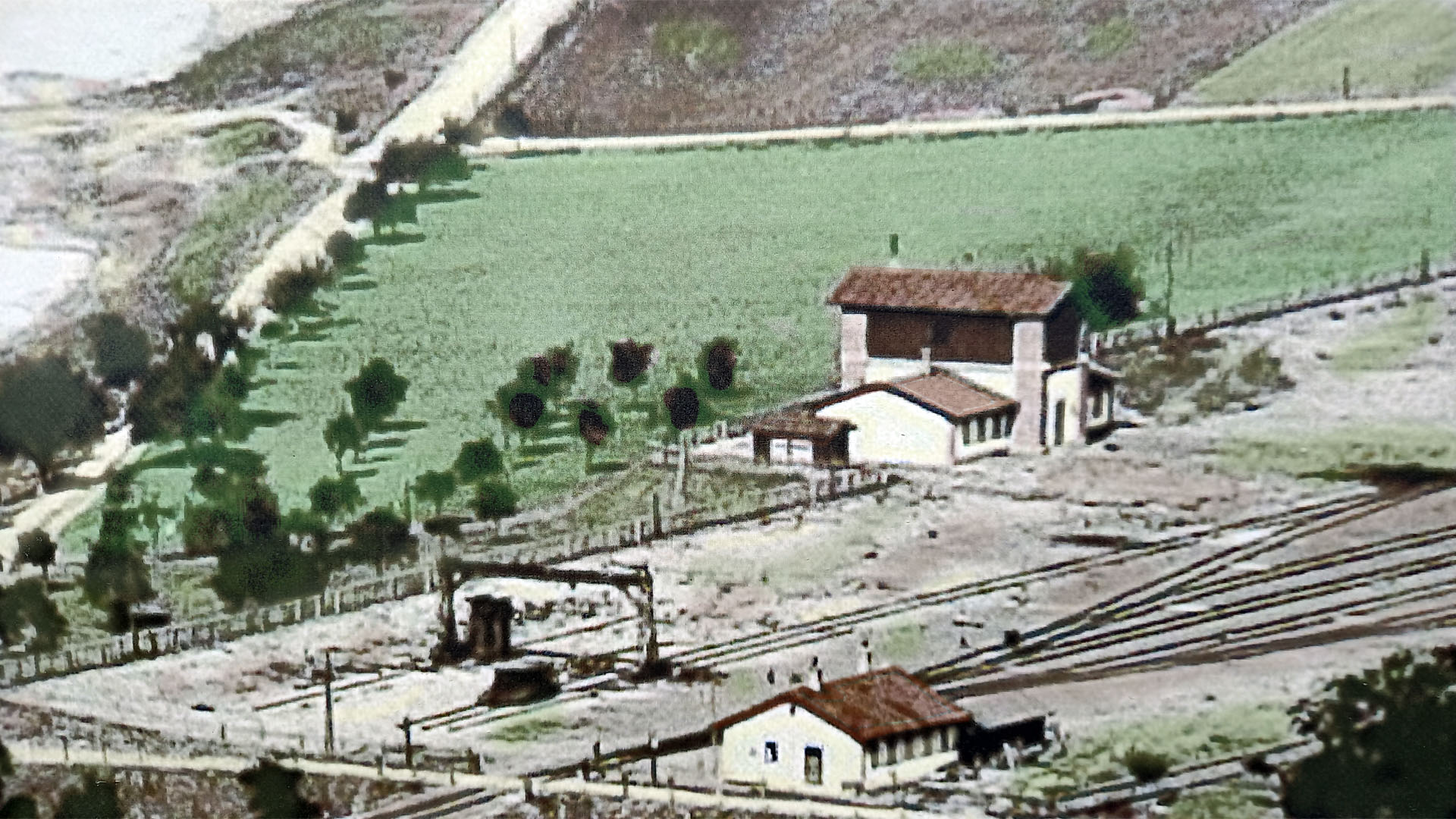
Kolorovaný obrázek z počátku 20. století ilustruje umístění vodárny u jižního zhlaví tehdy jen pětikolejné stanice Střekov, daleko v polích na břehu řeky Labe

Parní vodárnu nejvyšší, I. kategorie na nádraží Ústí nad Labem-Střekov vybudovala jako součást provozního zázemí své trati Lysá nad Labem – Střekov (tehdy Lissa – Schreckenstein) a dále na Děčín společnost Rakouské severozápadní dráhy (ÖNWB), podle typového projektu vypracovaného architektem ÖNWB Karlem (Carlem) Schlimpem, roku 1874. Obdobné objekty původně vznikly při trati i ve stanicích Lysá nad Labem, Mělník a Litoměřice.
Střekovská vodárna sloužila až do šedesátých let 20. století především pro doplňování vody do kotlů parních lokomotiv. Po elektrifikaci a ukončení parního provozu v uzlu Ústí nad Labem bylo vodárenské zařízení stanice využíváno až do počátku osmdesátých let 20. století pro zásobování speciálních železničních vozů pro transport živých ryb vodou.

## Budova

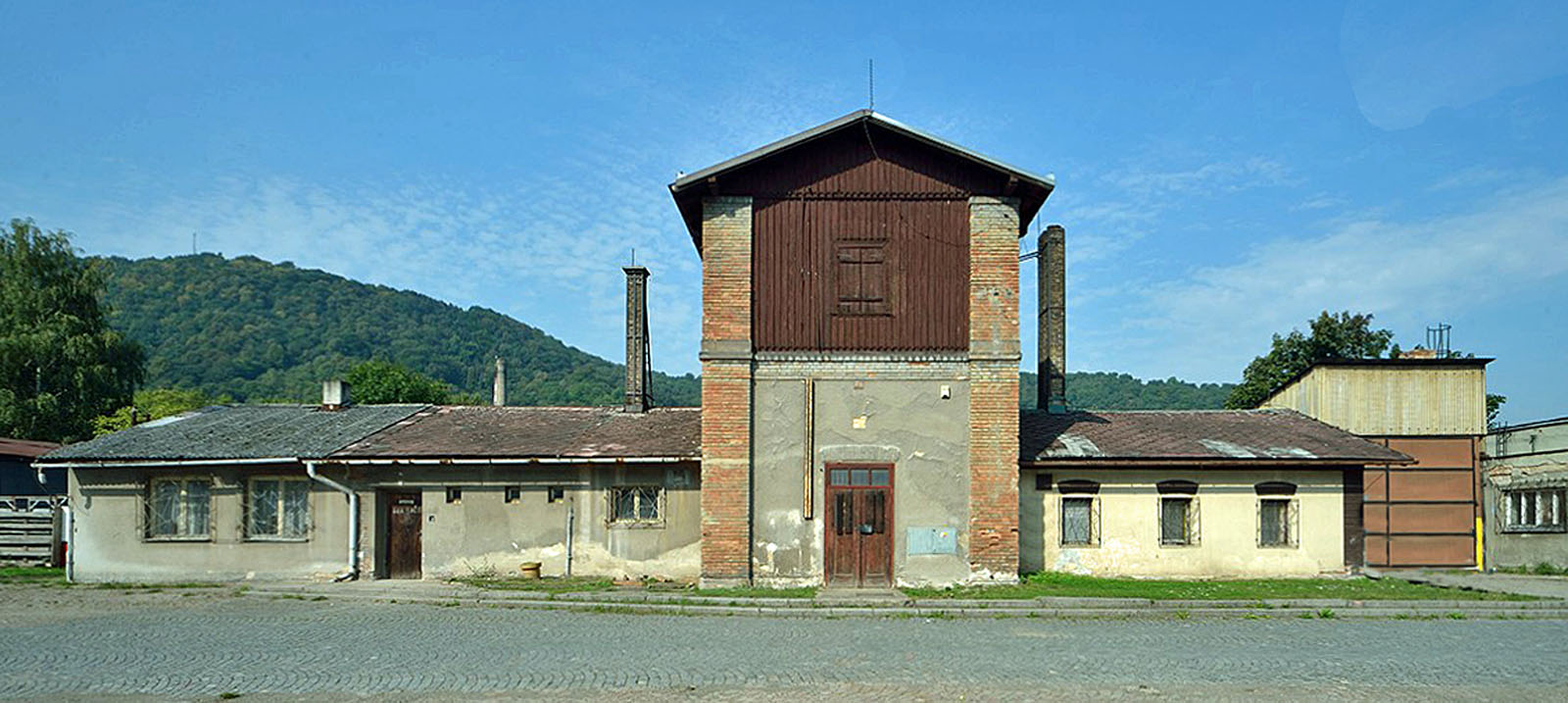
Pohled na střekovskou vodárnu od kolejí, 2014

Stavba je provedena v účelném, střízlivém stylu industriálního neoklasicismu, jako cihlová, se sedlovou střechou. Strojovna s  instalovanou technologií ve středním napříč orientovaném věžovém traktu je částečně podsklepená a patrová; v patře je umístěn vodojem. Ve dvou postranních, zrcadlově téměř symetrických přízemních přístavcích byly původně byty pro personál a zázemí. Ty jsou dnes rozšířeny pozdějšími přístavbami a účelově využity.

## Technické vybavení a funkce

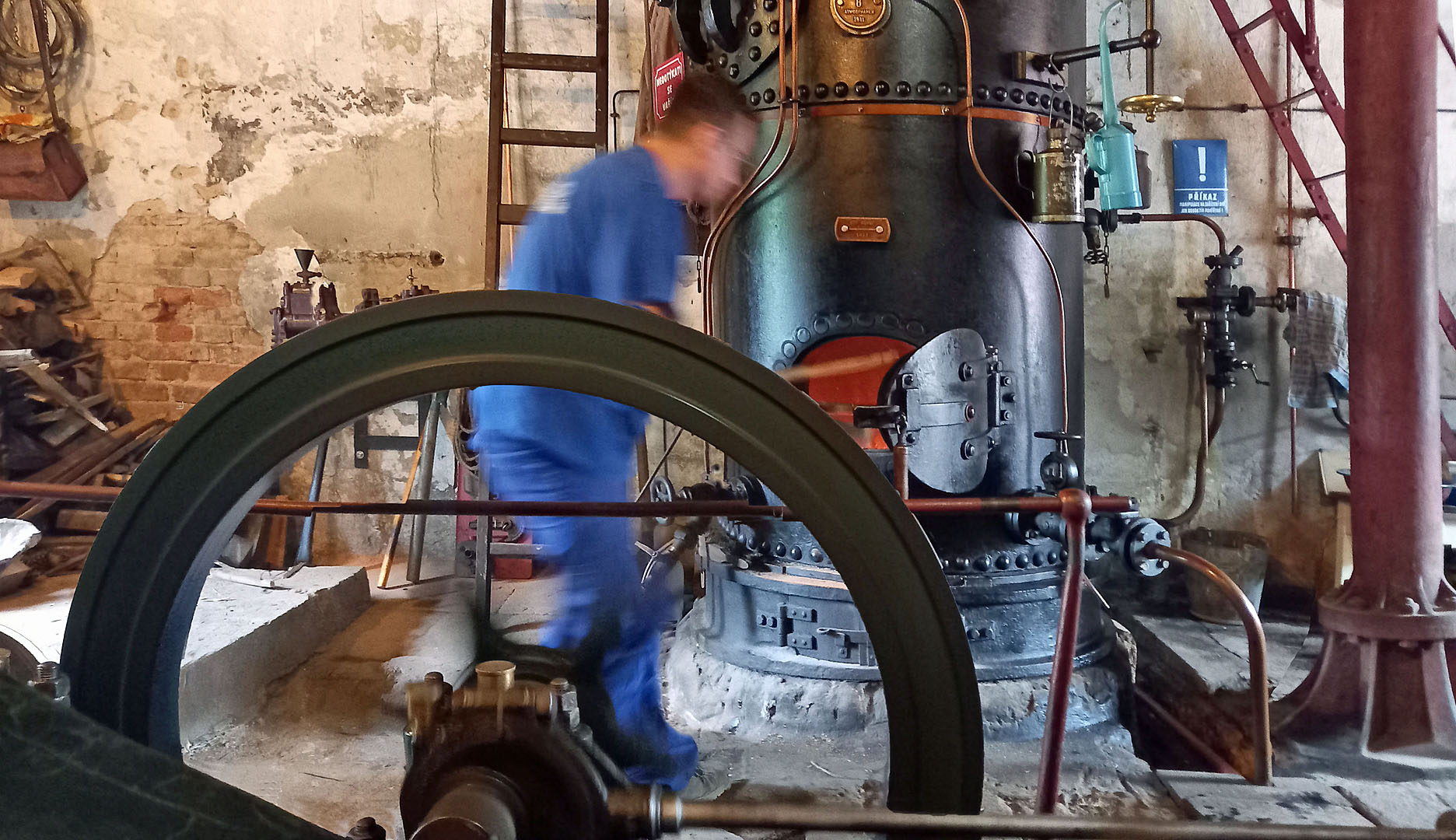
Vodárna v provozu, 2024

Voda byla čerpána dvojčinnými čerpadly z hloubky přes 18 m ze studny, propojené klenutou štolou a železným potrubím s 85 metrů vzdálenou řekou Labe, a vytlačována do dvou propojených nýtovaných nádrží vodojemu obsahu 2 × 55 m³, uložených na železné konstrukci patra strojovny. Odtud byla podle potřeby dodávána samospádem potrubním řadem o ø 250 mm do některého z celkem pěti vodních jeřábů, rozmístěných ve stanici a u dnes již zaniklé výtopny.
Čerpací výkon pump byl cca 80 l/min. Jejich pohon obstarával přes táhla a vahadla stabilní parní stroj na mokrou páru z roku 1873 konstrukce lokomotivky Sigl, Wiener Neustadt. Stroj o výkonu 5 HP je jednoválcový se setrvačníkem, rozvod páry zajišťuje ploché šoupátko. Zdrojem páry je stojatý parní kotel o pracovním tlaku 8 bar vyrobený firmou Josef Paukert a syn, Vídeň roku 1911 s výrobním číslem 1070, který nahradil kotel původní, poněkud nižšího výkonu. Topilo se uhlím.

## Muzejní expozice

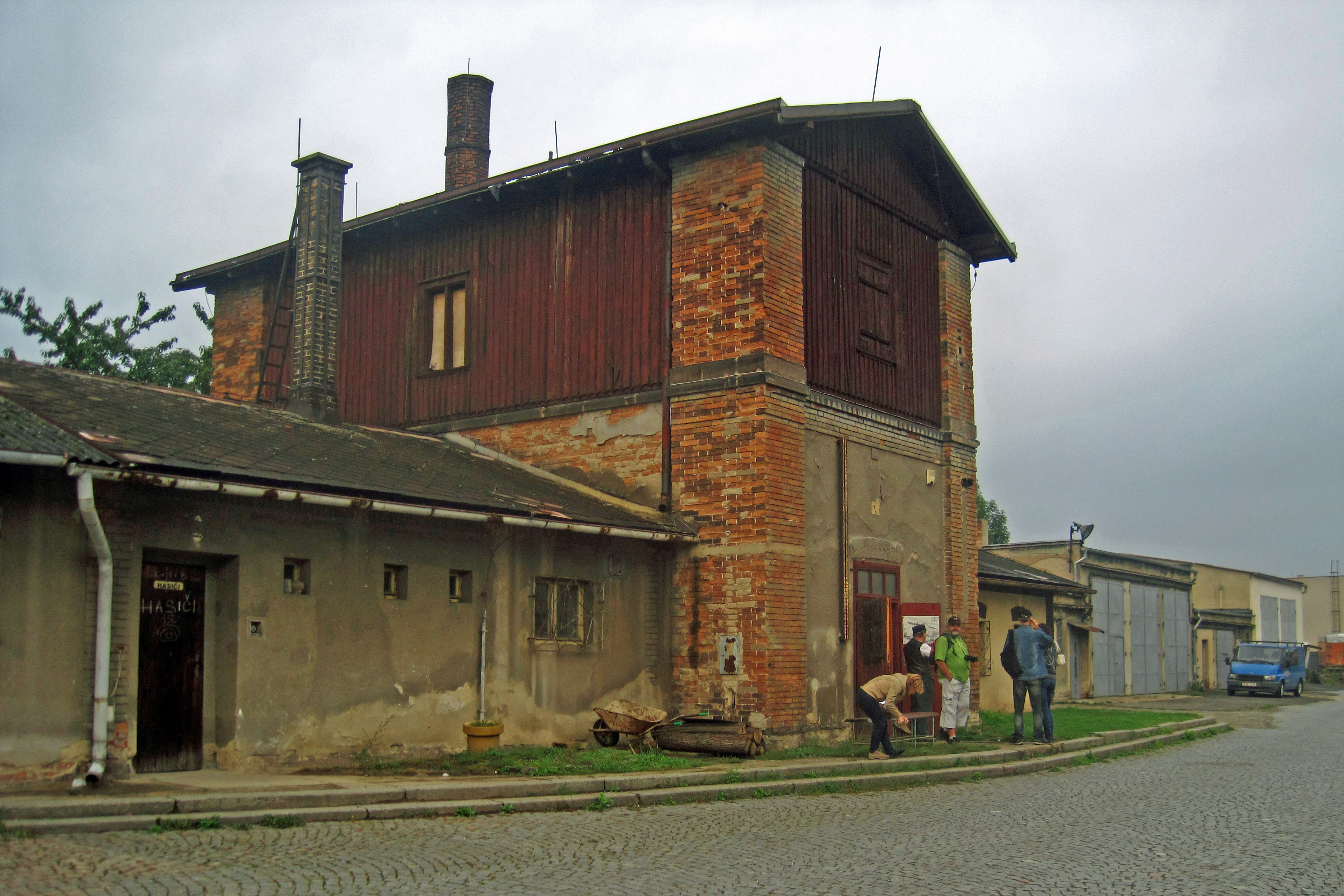
Vodárna 2014

Pozapomenutá vodárna byla znovuobjevena v roce 2002 členy spolku Zubrnická museální železnice, z.s. (ZMŽ), který ji od následujícího roku získal od Českých drah do pronájmu a zabezpečil ji. Roku 2009 začaly restaurační práce, od roku 2011 byl zprovozněn parní stroj a následně i parní kotel. Objekt v roce 2013 odkoupilo od ČD město; od 1 července 2024 je ve správě Muzea města Ústí nad Labem.
Vodárna je charakteristickou ukázkou kdysi běžné součásti zázemí nutného pro provoz parních lokomotiv. Je ojedinělá tím, že je dochována a je funkční jako celek, včetně technologie, tedy stojatého parního kotle, parního stroje a vlastních vodojemů. Objekt je jako cenná technická památka veden na ústředním seznamu kulturních památek NPÚ. Návštěvníkům je přístupná v pravidelných návštěvních termínech, případně po domluvě.

### Související stránky
- Rakouská severozápadní dráha
- Vodní hospodářství
- Carl Schlimp
- Ústí nad Labem-Střekov (nádraží)